# Châteauneuf, Vendée

Châteauneuf este o comună în departamentul Vendée, Franța. În 2009 avea o populație de 877 de locuitori.